# 87式100毫米轮式突击炮
87式100毫米轮式突击炮，是中国北方工業研制的一款轮式突击炮車，采用100毫米口径滑膛炮，能发射尾翼稳定脱壳穿甲弹。在其基础上改进出“PTL-97轮式突击炮”。可视为是PTL-97的原型车。

## 历史沿革
20世纪80年代，各国在积极研制轮式战斗车辆，中国解放軍跟踪世界军备动态，1980年代中期提出了研制轮式突击炮的设想和可行性论证，1987年做出将反坦克炮装上WZ551轮式6×6底盘上的尝试，賦予一个非正式的「87式」代號突击炮，试验了100mm和105mm兩種口径炮的車型，其中100mm炮車采用86式100毫米滑膛反坦克炮，但是未能被国家立项研制。
1991年海湾战争法国AMX-10RC式105mm轮式突击炮表现很好，证明了轮式炮车有重量轻、成本低、机动性好的优越性，又引起了科研单位的高度关注，開始重啟項目。
1990年代台海危机，针对台灣是世界上裝甲車輛最高密度的地區，共有1900多輛裝甲車輛，解放軍意识到輪式突擊砲車輛對於可能的攻台戰役有助益，其可在公路密集環境下高速移動不須靠裝載車运输，重量又適合海運。
經過試驗後發現WZ-551底盤較適合100mm口径炮，1996年12月，在87式100mm轮式突击炮的基础上，开始研制新型突击炮，1997年3月完成样炮，被定名为PTL-97轮式突击炮。而后在PTL-97轮式突击炮基础上，又经过研制设计了“PTL-02轮式突击炮”。